# Búnker (política)
Es denomina popularment búnker, en català búnquer, el moviment polític d'extrema dreta, que no va disposar d'estructures pròpies i que es va manifestar a Espanya en la dècada de 1970 i principis de la de 1980, format per aquelles personalitats del franquisme que s'oposaven completament a la reforma del règim, després de la mort de Francisco Franco i defensaven el Moviment Nacional. El periòdic més important del búnker era El Alcázar.

## Membres
Al capdavant del moviment es va situar qui fos Ministre de Treball, el falangista José Antonio Girón de Velasco i junt amb ell, corrents tant a l'exèrcit (Carlos Iniesta Cano, Milans del Bosch, Fernando de Santiago y Díaz de Mendívil, Alfonso Pérez-Viñeta Lucio), com a l'Església (Hermandad Sacerdotal Española i noms com Fernando Quiroga Palacios o José Guerra Campos) i la política, encarnades per Falange Española (José Luis Arrese, Raimundo Fernández Cuesta, Tomás García Rebull, Juan García Carrés, Luis Valero Bermejo…) i per l'organització Fuerza Nueva, de Blas Piñar.

## Història

### Origen
El vocable búnker per referir-se al col·lectiu d'extremistes de dreta el va popularitzar Santiago Carrillo, qui el va usar en un article titulat O la libertad o el búnker, donant a entendre que la negativa a iniciar la senda democràtica suposaria per als defensors de la dictadura un final anàleg al d'Adolf Hitler al búnker de Berlín, que fet i fet va acabar sent la seva tomba.
El búnker comença a constituir-se en 1974 l'any anterior a la mort del dictador Francisco Franco, encara que algun autor remunta el seu gènesi a 1970, coincidint amb els primers signes d'esgotament del règim i les veus que clamen per la seva renovació i identifiquen el moviment amb la figura de qui durant uns mesos va ser President del Govern Luis Carrero Blanco.

### Actuacions
Com a corrent de pensament immobilista, els membres del búnker es van oposar sistemàticament, i mitjançant diferents vies a tots i cadascun dels passos que es van anar prenent per al desenvolupament de la Transició Espanyola des de la dictadura a la democràcia, començant per la seva radical oposició al denominat Esperit del 12 de febrer i el seu eventual corol·lari, la Llei d'Associacions Polítiques. Oposició expressada mitjançant articles d'opinió en mitjans de comunicació afins, sent el més destacat el signat per Girón de Velasco al diari Arriba, el 28 d'abril de 1974, conegut popularment com el Gironazo frustrant d'aquesta manera qualsevol intent de reforma i precipitant la destitució de l'aperturista ministre d'Informació i Turisme Pío Cabanillas.
Abans de la mort de Franco va haver-hi encara pressions perquè la Corona recaigués no en el designat Juan Carlos, sinó en el seu cosí Alfons de Borbó i Dampierre, en aquell temps casat amb la neta del dictador Carmen Martínez-Bordiú, per la qual cosa l'operació comptava amb el suport del seu pare Cristóbal Martínez-Bordiú i la seva àvia Carmen Polo.
Amb posterioritat a la mort del dictador, el búnker va intentar impedir cadascun dels canvis que s'anaven succeint en la via de la democratització.
S'han assenyalat les connexions del búnker amb els successius intents d'acabar amb el sistema democràtic que començava a gestar-se en l'Espanya de la dècada de 1970, identificant-se els successos de 1978, 1979, 1980 i 23 de febrer de 1981.